# Lebensberatung
Lebensberatung bezeichnet im deutschsprachigen Raum Maßnahmen zur psychosozialen Unterstützung in Lebenskrisen, Familienfragen und Problemen in der Arbeitswelt. Der Begriff beschreibt jedoch keine bestimmte Methodik oder spezifische Verfahren.
Stehen psychologische Themen im Mittelpunkt der Lebensberatung, so wird sie rechtlich als Maßnahme aus dem Bereich der psychologischen Beratung eingestuft. Lebensberater dürfen aber keine Krankheiten behandeln, außer sie sind als Psychotherapeuten, Ärzte oder Heilpraktiker dazu qualifiziert und befugt.

## In Deutschland
Lebensberatung wird oft durchgeführt gegen einen religiösen oder ideologischen Hintergrund. Häufig betrifft es hier Beratungen, die durch die evangelische Kirche, Römisch-Katholische Kirche oder freikirchliche Gemeinden organisiert oder durch Christen aus diesen Konfessionen durchgeführt werden. Außerhalb des Christentums finden sich auch Lebensberater aus esoterischen Kreisen (beispielsweise (neo)schamanistische Lebensberater) und humanistische Lebensberater.

### Fachverbände
Bundesweit engagiert sich der allgemeine Fachverband in der Deutschen Gesellschaft für Beratung (DGfB), die es sich zur Aufgabe gemacht hat, der Fachöffentlichkeit, der Politik und dem Verbraucher einen Orientierungsrahmen für die Qualität von Beratungsleistungen zu bieten. Er fungiert als Dachverband für verschieden relevante Fachverbände (z. B. Deutsche Gesellschaft für Supervision (DGSv), Deutsche Gesellschaft für Pastoralpsychologie (DGfP)) und stellt u. a. einen gemeinsamen verbandsübergreifenden Qualitätsstandard zur Verfügung.
Ein christlicher Fachverband auf Bundesebene ist die Evangelische Konferenz für Familien- und Lebensberatung (EKFuL); auf landeskirchlicher Ebene gibt es Beauftragte, z. B. in der Landeskirche Hannover die Arbeitsgemeinschaft Lebensberatung (AGL) und die Hauptstelle für Lebensberatung (HSt) (zuständig für überregionale Aufgaben, Fortbildung, Koordination etc.); regionale Lebensberatungsstellen findet man auf den Internetseiten des Fachverbandes bzw. der Hauptstellen und vor Ort in Verzeichnissen der Landkreise und Kommunen oder der Kirchengemeinden.

### Lebensberatung im Rahmen der christlichen Seelsorge
Der Ausdruck Lebensberatung bezeichnet in Deutschland – oft in Verbindung mit einem Städtenamen oder dem Namen eines Kirchenkreises – viele integrative Beratungsstellen der evangelischen Kirche. Für Rat suchende Menschen jeder Altersstufe wird dort professionelle Hilfe und Unterstützung von Fachkräften aus dem psychologischen, pädagogischen, medizinischen, juristischen und theologischen Bereich angeboten. Auch die katholische Kirche hat ein Netz vergleichbarer Beratungsdienste, oft in Trägerschaft der Caritas.
In der Regel verfügen die Mitarbeiter der evangelischen Beratungsstellen über eine spezielle Zusatzausbildung in „Integrierter Familienorientierter Beratung – IFB“ des Evangelischen Zentralinstituts für Familienberatung in Berlin. Grundlegend für die kirchliche Beratungsarbeit sind Psychoanalyse und Tiefenpsychologie sowie systemische Konzepte, teilweise wird auch auf gestalt- und verhaltenstherapeutische Konzepte zurückgegriffen. In der Ausbildung werden theoretisches Wissen, beraterische Praxis, Methodentraining und persönliche Entwicklung permanent aufeinander bezogen. Nach drei Jahren Ausbildung mit sechs zweiwöchigen Intensivkursen am Institut (mindestens 500 Unterrichtsstunden inklusive 120 Stunden Selbsterfahrung), fünf halbjährigen Praktika im multidisziplinären Team einer anerkannten Beratungsstelle, mindestens 180 Stunden dokumentierter Beratungspraxis und mindestens 50 Stunden Einzel- sowie 40 Stunden Teamsupervision schließt die Weiterbildung nach Prüfungen mit dem Diplom in IFB ab.
Anlässe der Beratung in evangelischen Beratungsstellen sind vor allem Probleme mit dem eigenen Verhalten und Erleben, Beziehungsprobleme und Fragen im Zusammenhang mit Trennung und Scheidung; bei Kindern und Jugendlichen auch Entwicklungsauffälligkeiten oder Schulprobleme. Circa zehn Prozent der Klienten leiden unter schweren psychischen Störungen, finden aber regional keine entsprechenden zeitnahen Psychotherapieangebote im Gesundheitsbereich und nutzen in der Zwischenzeit die Lebensberatungsstellen.
Bei erwachsenen Klienten überwiegen deutlich die Anfragen von Frauen (ca. 70 Prozent der Anmeldungen), bei den Kindern werden bis zum Alter von 12 Jahren mehr Jungen als Mädchen angemeldet, bei den Jugendlichen dann wieder mehr Mädchen. Der Anteil älterer Menschen über 70 Jahren ist immer noch gering, nimmt aber stetig zu.
Lebensberatung wird verstanden als zeitlich begrenzte Form der Hilfe und Unterstützung, sie ist vor allem Hilfe zur Selbsthilfe. Im Gegensatz zum konkreten „Ratschlag“ durch Freunde, Bekannte oder Verwandte geben professionelle Berater zwar auch Informationen, sie versuchen in der Regel jedoch auf dem Hintergrund einer Beratungstheorie neuen Raum für Veränderungen zu öffnen; dabei bleiben die entscheidenden Handlungsschritte bei den Klienten. Berater unterscheiden zwischen „konfliktzentrierter“ und „lösungszentrierter“ Arbeit, die je nach Problemlage eingesetzt werden können.
Die meisten Beratungen (ca. 60 bis 70 Prozent) sind nach ein bis fünf Gesprächen beendet, nur ca. 15 Prozent aller Beratungen in evangelischen Beratungsstellen benötigen mehr als zehn Gespräche. Die Tendenz zu Kurzberatungen ist dabei sicher auch auf den großen Bedarfsdruck sowie die Entwicklung von speziellen Konzepten für kürzere Beratungen zurückzuführen. Für diese kirchliche Form der Lebensberatung, die auch als eine Form der seelsorgerlichen Zuwendung gesehen wird, gibt es bisher keine Alternativen des Staates und keine gesetzlich geregelte finanzielle Unterstützung. In vielen Beratungsstellen beteiligen sich daher die Klienten an den Kosten in Form von Gebühren oder durch Spenden.
Als Grundhaltung der Berater überwiegt eine ressourcenorientierte Wahrnehmungs- und Denkweise. Lebensberater gehen davon aus, dass Rat suchende Menschen selbst bei ausgeprägten Problemen oft noch über genügend eigene Ressourcen verfügen, die zur Klärung und Bewältigung in der kritischen Lebenssituation eingesetzt werden können. Der professionelle Berater ist in diesem Zusammenhang eher Klärungshelfer, Anreger und Unterstützer.
Wichtige Qualitätskriterien sind u. a. der freie, niedrigschwellige und unbürokratische Zugang, unabhängig von Konfession, Nationalität oder Einkommen, das multiprofessionelle Team, strenge Verschwiegenheitspflicht (nach § 203 StGB im Falle einer Beratung durch Angehörige bestimmter Berufe oder in bestimmten anerkannten Beratungsstellen), Verpflichtung zu regelmäßiger Fortbildung und Supervision sowie Ausrichtung der Beratungsarbeit ausschließlich nach den Regeln des fachlichen Könnens. Bisher existiert keine allgemeingültige Beratungstheorie und der Beruf Lebensberater oder Lebensberaterin ist in Deutschland bisher nicht gesetzlich geschützt.

## In Österreich
In Österreich ist das Gewerbe Lebens- und Sozialberatung streng reglementiert. Um sich Lebens- und Sozialberater oder Dipl.-Lebensberater nennen zu dürfen bzw. um als solcher tätig werden zu dürfen, muss man eine fünf- bis sechssemestrige Ausbildung absolvieren und entsprechende Praktika nachweisen. Die Ausbildung besteht zumindest aus folgenden Elementen
- 120 Stunden Selbsterfahrung in der Gruppe
- 240 Stunden Methodenkompetenz, 68 h Grundlagen, 80 h Krisenintervention, 16 h Ethik, 24 h betriebswirtschaftliche Grundlagen, 16 h rechtliche Grundlagen
- 30 Stunden Einzelselbsterfahrung
- 750 Stunden praktische Tätigkeit; darin enthalten ist die Erstellung von mindestens 100 Beratungsprotokollen und mindestens 100 Stunden Supervision

Lebensberater dürfen in Österreich keine krankheitswertigen psychologischen Störungsbilder definiert nach ICD-10 behandeln. Ihre Beratungstätigkeit beschränkt sich auf den sozialen Bereich, Sexualberatung, Fragen von Familie und Partnerschaft, sowie auf die Arbeitswelt.